# Красносільська сільська рада (Борзнянський район)
Красносі́льська сільська́ ра́да — адміністративно-територіальна одиниця та орган місцевого самоврядування в Борзнянському районі Чернігівської області. Адміністративний центр — село Красносільське.

## Загальні відомості
- Територія ради: 39,18 км²
- Населення ради: 859 осіб (станом на 2001 рік)

Красносільська сільська рада зареєстрована 1930 року. Стала однією з 26-ти сільських рад Борзнянського району і одна з 16-ти, яка складається більше, ніж з одного населеного пункту.

## Населені пункти
Сільській раді були підпорядковані населені пункти:
- с. Красносільське (794 особи)
- с-ще Запоріжжя (65 осіб)

## Освіта
На території сільради діє Красносільська ЗОШ І-ІІІ ст.

## Склад ради
Рада складалася з 12 депутатів та голови.
- Голова ради: Мазун Іван Петрович
- Секретар ради: Одарич Лідія Миколаївна

### Керівний склад попередніх скликань
| Прізвище, ім'я, по батькові | Основні відомості                                                 | Дата обрання | Дата звільнення |
| --------------------------- | ----------------------------------------------------------------- | ------------ | --------------- |
| Мазун Іван Петрович         | Сільський голова, 1960 року народження, освіта вища, безпартійний | 26.03.2006   | 31.10.2010      |
| Мазун Іван Петрович         | Сільський голова, 1960 року народження, освіта вища, безпартійний | 31.10.2010   |                 |

Примітка: таблиця складена за даними сайту Верховної Ради України

### Депутати
За результатами місцевих виборів 2010 року депутатами ради стали:

#### За суб'єктами висування
| Суб'єкт висування                                       | Кількість обраних депутатів | %    |
| ------------------------------------------------------- | --------------------------- | ---- |
| Народна партія                                          | 4                           | 33,3 |
| Партія регіонів                                         | 4                           | 33,3 |
| Політична партія Всеукраїнське об'єднання «Батьківщина» | 4                           | 33,3 |

#### За округами
| № округу                                                | Прізвище, ім'я, по батькові | Дата визнання обраним | Освіта  | Партійна приналежність | Відомості про обраного депутата                          |
| ------------------------------------------------------- | --------------------------- | --------------------- | ------- | ---------------------- | -------------------------------------------------------- |
| Народна Партія                                          |                             |                       |         |                        |                                                          |
| 6                                                       | Бабич Володимир Михайлович  | 02.11.2010            | середня | член Народної партії   | ДП «Красносільськ — молоко», оператор доїльного залу     |
| 8                                                       | Бабич Сергій Григорович     | 02.11.2010            | середня | позапартійний          | ДП «Красносільськ — молоко», машиніст зернотоку          |
| 10                                                      | Одарич Лідія Миколаївна     | 02.11.2010            | вища    | позапартійна           | Красносільська сільська рада, секретар                   |
| 11                                                      | Лозицька Алла Іванівна      | 02.11.2010            | середня | позапартійна           | Красносільська сільська рада, техпрацівник               |
| Партія регіонів                                         |                             |                       |         |                        |                                                          |
| 1                                                       | Куранда Валентина Дмитрівна | 02.11.2010            | вища    | позапартійна           | пенсіонер                                                |
| 5                                                       | Іршко Наталія Олександрівна | 02.11.2010            | середня | член Партії регіонів   | Красносільськевідділення зв'язку, листоноша              |
| 7                                                       | Мазун Іван Федорович        | 02.11.2010            | середня | позапартійний          | пенсіонер                                                |
| 12                                                      | Усик Іван Степанович        | 02.11.2010            | середня | позапартійний          | дочірне підприємство «Красносільське-молоко», водій      |
| Політична партія Всеукраїнське об'єднання «Батьківщина» |                             |                       |         |                        |                                                          |
| 2                                                       | Євченко Ольга Степанівна    | 02.11.2010            | вища    | позапартійна           | Красносільський БК, художній керівник                    |
| 3                                                       | Коваленко Михайло Іванович  | 02.11.2010            | вища    | позапартійний          | пенсіонер                                                |
| 4                                                       | Кривуця Лідія Миколаївна    | 02.11.2010            | вища    | позапартійна           | Красносільське фельдшерсько-амбулаторний пункт, фельдшер |
| 9                                                       | Мазун Віра Сергіївна        | 02.11.2010            | вища    | позапартійна           | ДП «Красносільськ — молоко», завідувачка їдальні         |